# Bolbohamatum phallosum
Bolbohamatum phallosum is een keversoort uit de familie cognackevers (Bolboceratidae). De wetenschappelijke naam van de soort werd in 1980 gepubliceerd door Jan Krikken.